# 907
907 је била проста година.

## Догађаји
- Опсада Цариграда (907): Поход варјашког кнеза Олега Новгородског на Цариград, закључен је Цариградским миром.
- 12. мај — Жу Вен је натерао кинеског цара Аја да абдицира, чиме је окончана владавина династије Танг дуга три века.
- 4.–6. јул – Битка код Пресбурга: Код „Брезалауспурца“ (вероватно данашња Братислава), напредујућу источнофраначку војску (60.000 људи) уништавају Мађари предвођени великим кнезом Арпадом. Убијени су војвода Луитполд и надбискуп Дитмар, заједно са 19 војвода, 2 бискупа и 3 опата. Краљевина Источне Франачке губи контролу над Панонијом.
- Лето – Мађари нападају Баварску, изазивају велика разарања, заузимају многе градове и, на путу кући, побеђују баварску војску код Ленгенфелда. Мађарско-баварска граница је фиксирана на реци Енс.
- Емир Исмаил ибн Ахмад умире након 15-годишње владавине у којој је проширио своје границе на Табаристан и Хорасан. Он успоставља независност у целом источном делу свог царства од своје престонице у Бухари. Исмаила је наследио његов син Ахмад Самани као владар Саманидског царства.
- У Кини почиње период Пет династија и десет краљевстава.
- 27. фебруар — Абаоји, владар (каган) конфедерације Китана, проглашава се за цара и успоставља династију Лиао, убивши већину других китанских поглавара. Он заузима територије дуж северне границе Кине, укључујући делове провинција Хебеј и Шанси.
- Кратковечно Ки краљевство је основао војсковођа Ли Маозхен (принц од Ки-ја). Његова моћ је усредсређена у провинцији Шанси, у северозападној Кини. Династији Танг долази крај након 289 година пошто је цар Аи приморан да абдицира од стране канцелара Џу Кванџонга.
- Кратковечно Ву краљевство је основао Јанг Во (принц од Хонгнонга) у Јиангдуу (јужна централна Кина). Он одбија да призна владавину Зху Куанзхонга.
- 1. јун – Жу Куанџонг (Џу Вен) узурпира престо и проглашава се првим царем каснијег Лианга. Кину контролишу узастопна краткотрајна краљевства (до 960).
- 1. фебруар – Патријарх Никола I Мистик је свргнут са места цариградског патријарха (супротставио се цару Лаву VI). За новог патријарха цариградског изабран је Јевтимије I Синкел.

## Смрти
- 2. мај — Борис I, кнез Бугарске
- Арпад, први владар Мађарске